# Elezioni legislative in Portogallo del 1985
Le elezioni legislative in Portogallo del 1985 si tennero il 6 ottobre per il rinnovo dell'Assemblea della Repubblica.
In seguito all'esito elettorale, Aníbal Cavaco Silva, espressione del Partito Social Democratico, divenne Primo ministro.

## Risultati
| Partito Social Democratico                  | 1 732 288 | 30,64 | 88  |  |  |  |
| Partito Socialista                          | 1 204 321 | 21,30 | 57  |  |  |  |
| Partito Rinnovatore Democratico             | 1 038 893 | 18,38 | 45  |  |  |  |
| Alleanza del Popolo Unito (PCP - MDP - PEV) | 898 281   | 15,89 | 38  |  |  |  |
| Centro Democratico Sociale                  | 577 580   | 10,22 | 22  |  |  |  |
| Unione Democratica Popolare                 | 73 401    | 1,30  | –   |  |  |  |
| Partito della Democrazia Cristiana          | 41 831    | 0,74  | –   |  |  |  |
| Partito Socialista Rivoluzionario           | 35 238    | 0,62  | –   |  |  |  |
| Partito Comunista dei Lavoratori Portoghesi | 19 943    | 0,35  | –   |  |  |  |
| Partito Operaio di Unità Socialista         | 19 085    | 0,34  | –   |  |  |  |
| Partito Comunista (Ricostruito)             | 12 749    | 0,23  | –   |  |  |  |
| Totale                                      | 5 653 610 | 100   | 250 |  |  |  |
|                                             |           |       |     |  |  |  |
| Schede bianche                              | 48 709    | 0,84  |     |  |  |  |
| Schede nulle                                | 96 610    | 1,67  |     |  |  |  |
| Votanti                                     | 5 798 929 |       |     |  |  |  |

- I risultati ufficiali furono oggetto di rettifica.

| Riepilogo dei seggi (+/- elezioni 1983) | Riepilogo dei seggi (+/- elezioni 1983) | Riepilogo dei seggi (+/- elezioni 1983) | Riepilogo dei seggi (+/- elezioni 1983) | Riepilogo dei seggi (+/- elezioni 1983) | Riepilogo dei seggi (+/- elezioni 1983) | Riepilogo dei seggi (+/- elezioni 1983) |
| --------------------------------------- | --------------------------------------- | --------------------------------------- | --------------------------------------- | --------------------------------------- | --------------------------------------- | --------------------------------------- |
|                                         |                                         |                                         |                                         |                                         |                                         |                                         |
| APU                                     | 38                                      | ▼ 6                                     |                                         | PS                                      | 57                                      | ▼ 44                                    |
| PRD                                     | 45                                      | ▲ 45                                    |                                         | PSD                                     | 88                                      | ▲ 13                                    |
| CDS-PP                                  | 22                                      | ▼ 8                                     |                                         |                                         |                                         |                                         |